# Ausleben
Ausleben är en kommun i Landkreis Börde i förbundslandet Sachsen-Anhalt i Tyskland.
Kommunen ingår i förvaltningsgemenskapen Westliche Börde tillsammans med kommunerna Am Großen Bruch, Gröningen och Kroppenstedt.